# Manuel Llatser Tomàs
Manuel Llatser Tomàs, conegut com a Rosendo (Barcelona, 18 de juliol de 1921 – 10 d'octubre de 2008) fou un militant anarcosindicalista i lluitador antifranquista català.
Fill d'un estibador del Port de Barcelona, va començar a treballar com a impressor a l'edat d'11 anys i cap al 1935 s'havia unit a la CNT i a les Joventuts Llibertàries.
Quan esclatà la guerra civil espanyola treballava en un taller col·lectivitzat d'ebenisteria i després en una fàbrica de cervesa. Fou nomenat secretari de les FIJL a Poblet i l'abril de 1938 es va allistar en la 26a Divisió de l'Exèrcit Popular (l'antiga Columna Durruti), on va coincidir amb Liberto Sarrau Royes, Raúl Carballeira, J. Amorós i Germinal Gracia. L'octubre de 1938 fou ferit i després fou desmobilitzat i tornà a Barcelona.
En acabar la guerra civil va romandre a Barcelona. De 1941 a 1943 fou enviat a fer el servei militar a l'Armada espanyola, on va començar a participar en la resistència clandestina.
El 1945 participà en la reorganització de la FIJL a la Barceloneta i s'uní al Sindicat del Metall de la CNT en la clandsetinitat. Fou nomenat secretari de propaganda i secretari general de la federació local de la FIJL a Barcelona, de la que el 1946 en fou nomenat membre del Comitè Regional de Catalunya. L'agost de 1946 fou detinguda la seva companya Concha. S'encarregà de la difusió de Ruta,òrgan del Moviment Llibertari de Resistència. El 6 de juliol de 1947 fou nomenat amb Celedonio García Casino delegat per Catalunya del ple nacional de les Joventuts Llibertàries a Madrid.
Fou detingut amb Miguel Barba Moncayo Reyes, Enrique Martínez Marín i 14 militants més el 14 d'agost de 1947 i fou tancat a la Presó Model de Barcelona. A la presó s'encarregà de l'edició de La Voz Confederal amb Emili Vilardaga Peralba i Abel Paz. A finals de 1949 va rebre la llibertat condicional i el 1952 va treballar com a corrector de proves en les edicions Regina de Barcelona. A finals de 1953 contactà amb Abel Paz per tornar a imprimir Solidaridad Obrera i CNT, però foren detinguts per la policia novament en maig de 1955. En llibertat sota fiança en febrer de 1956, aleshores marxà a França com a delegat de l'interior i es va establir a Tolosa de Llenguadoc.
En el ple de novembre de 1957 va ser nomenat Secretari de Propaganda de CNT-FIJL. Va participar en nombroses conferències i sessions plenàries del Moviment Llibertari Espanyol i la CNT a l'exili. El 1963 va ser delegat del VI Congrés de la CNT a Tolosa de Llenguadoc. El 1977 va crear amb Joan Busquets i Vergés i Alicia Mur Sin l'Associació de Presos Polítics del Franquisme a França, que va ser legalitzada el 31 d'octubre de 1990 i es va dissoldre el 1995.
El 24 de juliol de 2004 va participar en l'"Acte d'Homenatge als nostres avis", homenatge als anarcosindicalistes que van lluitar sota el franquisme al centre cívic Francesc Macià de Terrassa.